# Saison 6 de Once Upon a Time
Chronologie
Saison 5 Saison 7
La sixième saison de Once Upon a Time, série télévisée américaine, est constituée de vingt-deux épisodes,, diffusée du 25 septembre 2016 au 14 mai 2017 sur ABC, aux États-Unis.

## Synopsis
Dans la première partie de la saison, les héros sont de nouveau confrontés à la Méchante Reine. Regina a en effet choisi de se séparer de sa part d'ombre, et il y a donc deux versions d'elle-meme, dont l'une ne peut être tuée sans tuer l'autre. La Méchante Reine a bien l'intention de semer la zizanie, et elle peut compter sur le concours de Mr Hyde, lui aussi à Storybrooke.
Dans la deuxième partie de la saison, ils doivent faire face à la Fée Noire, la femme qui a créé le Sort Noir déjà jeté par Regina, et qui compte bien se débarrasser de la Sauveuse une fois pour toutes…

## Distribution

### Acteurs principaux
- Ginnifer Goodwin (VF : Marie-Eugénie Maréchal) : Mary Margaret Blanchard / Blanche-Neige (21/22)
- Jennifer Morrison (VF : Cathy Diraison) : Emma Swan (22/22)
- Lana Parrilla (VF : Nathalie Homs) : Regina Mills / la Méchante Reine / la Méchante Reine dissociée (22/22)
- Joshua Dallas (VF : Thomas Roditi) : David Nolan / le Prince charmant (18/22)
- Émilie de Ravin (VF : Karine Foviau) : Belle / Belle French (17/22)
- Colin O'Donoghue (VF : Rémi Bichet) : Killian Jones / le capitaine Crochet (22/22)
- Jared S. Gilmore (VF : Enzo Ratsito) : Henry Mills (21/22)
- Rebecca Mader (VF : Odile Cohen) : Zelena (17/22)
- Robert Carlyle (VF : Boris Rehlinger) : M. Gold / Rumpelstiltskin / la Bête / le crocodile (19/22)

### Acteurs récurrents
- Raphael Sbarge (VF : Guillaume Lebon) : Archie Hopper / Jiminy Cricket (9 épisodes)
- Beverley Elliott (VF : Mireille Delcroix) : Granny / la Veuve Lucas (9 épisodes)
- Giles Matthey (en) (VF : Jim Redler) : Gideon / Morphée (9 épisodes)
- Karen David (VF : Laurence Dourlens) : Shirin / Jasmine (9 épisodes)
- Deniz Akdeniz (VF : Nessym Guétat) : Aladdin (9 épisodes)
- Jaime Murray (VF : Brigitte Virtudes) : la Fée Noire (8 épisodes)
- Keegan Connor Tracy (VF : Léa Gabrièle) : la Mère Supérieure / la Fée Bleue (7 épisodes)
- Sean Maguire (VF : Jérémie Covillault) : Robin de Locksley (6 épisodes)
- Faustino Di Bauda (VF : Patrice Dozier) : Walter / Dormeur (4 épisodes)
- Ingrid Torrance : l'infirmière Ratched (4 épisodes)
- Hank Harris (VF : Charles Pestel) : Dr Jekyll (3 épisodes)
- Sam Witwer (VF : Philippe Valmont) : Mr Hyde (3 épisodes)
- Olivia Steele Falconer (VF : Célia Asensio) : Violet (3 épisodes)
- Sara Tomko (VF : Julie Dumas) : Lily la Tigresse (3 épisodes)
- Eion Bailey (VF : Éric Aubrahn) : August Booth / Pinocchio (2 épisodes)
- Tony Amendola (VF : Michel Ruhl) : Marco / Gepetto (2 épisodes)

Acteurs ayant participé à un épisode mais restent récurrents au travers des saisons
- Jessy Schram (VF : Sandra Valentin) : Ashley Boyd / Cendrillon
- David Anders (VF : Denis Laustriat) : Dr Frankenstein / Dr Whale
- Tony Perez (VF : Michel Prud'homme) : Henry, Sr.
- JoAnna García Swisher (VF : Valérie Siclay) : Ariel
- Gil McKinney (VF : Frédéric Popovic) : le prince Éric
- Giancarlo Esposito (VF : Thierry Desroses) : Sidney Glass / Miroir Magique

### Invités
- Jordyn Ashley Olson (VF : Joséphine Ropion) : l'Oracle (épisodes 1, 4 et 5)
- Oded Fehr (VF : Joël Zaffarano) : Jafar (épisodes 1, 5 et 15)
- Craig Horner (VF : Emmanuel Garijo) : Edmond Dantès / le comte de Monte-Cristo (épisode 2)
- Mekenna Melvin (VF : Cécile Nodie) : Clorinda (épisode 3)
- Tim Phillipps (en) (VF : Fabrice Fara) : Sean Herman / le prince Thomas (épisode 3)
- Jonny Coyne (VF : Pascal Casanova) : Dr Arthur Lydgate (épisode 4)
- Elizabeth Blackmore (VF : Ingrid Donnadieu) : Mary Lydgate (épisode 4)
- Faran Tahir (VF : Michel Vigné) : le capitaine Némo (épisodes 6, 14 et 15)
- Nick Eversman (VF : Olivier Martret) : Liam Jones, Jr. (épisodes 6 et 15)
- Paul Johansson (VF : Mathieu Buscatto) : Gabriel, le bûcheron (épisode 7)
- Tzi Ma (VF : Jean-Luc Kayser) : le Dragon (épisode 8)
- Wil Traval (VF : François Delaive) : Keith / le shérif de Nottingham (épisodes 11 et 12)
- David Cubitt (VF : Renaud Marx) : Robert, le père de David et James (épisode 12)
- Alan Dale (VF : Jean Barney) : le roi George / Albert Spencer (épisode 12)
- Torstein Bjørklund : Beowulf (épisode 13)
- Rose McIver (VF : Julie Turin) : la Fée Clochette (épisode 14)
- Patrick Fischler (VF : Franck Capillery) : Isaac Heller (épisode 16)
- Charles Mesure (VF : Paul Borne) : Barbe Noire (épisode 16)
- Alex Désert (VF : Nicolas Justamon) : l'Homme en Fer-Blanc (épisode 18)
- Chris Gauthier (VF : Bruno Magne) : M. Mouche (épisode 20)

## Production

### Développement
Le 3 mars 2016, la série a été renouvelée pour une sixième saison composée de vingt-deux épisodes.

### Casting
En mai 2016, Sam Witwer (Mr Hyde) et Hank Harris (Dr Jekyll) ont obtenu le statut d'acteur récurrent durant cette saison.
En juin 2016, les producteurs ont annoncé, sans dévoiler qui interprètera les personnages, l'introduction de Sinbad et Scheherazade lors de cette saison.
En juillet 2016, Raphael Sbarge est confirmé pour reprendre son rôle de Jiminy Cricket lors de cette sixième saison. Puis, l'acteur australien Giles Matthey obtient le rôle de Morphée, Deniz Akdeniz, le rôle d'Aladdin, Craig Horner, celui du comte de Monte-Cristo, Karen David, celui de la princesse Jasmine et Naveen Andrews, occupé à tourner dans la série Sense8, ne reprendra pas son rôle de Jafar qui sera confié à Oded Fehr.
En août 2016, David Anders est annoncé pour reprendre son rôle du Dr Frankenstein et Faran Tahir rejoint le casting dans le rôle du capitaine Némo.

## Liste des épisodes

### Épisode spécial: titre français inconnu (Evil Reigns Once More)
- États-Unis /  Canada : 25 septembre 2016 sur ABC / CTV

- Épisode récapitulatif diffusé à 19 h sur ABC aux États-Unis et sur le site internet de CTV au Canada.

### Épisode 1:Le Temple de Morphée
- États-Unis /  Canada : 25 septembre 2016 sur ABC[13] / CTV
- Belgique : 21 juillet 2017 sur Be Séries[14],[15]
- France : 20 décembre 2017 sur 6ter[16],[17]
- Québec : 26 août 2019 sur AddikTV

- États-Unis : 3,99 millions de téléspectateurs[18] (première diffusion)
- France : 464 000 téléspectateurs[19] (première diffusion)

- Oded Fehr (Jafar)
- Tarun Keran (Emir)
- Jordyn Ashley Olson (l'Oracle)

Des années auparavant, Jafar parvient à retrouver Aladdin, caché dans une maison au milieu du désert assailli de tremblements. Alors qu'Aladdin demande à son ennemi sorcier de le tuer, Jafar préfère laisser celui qu'il voit comme le Sauveur à son sort et savourer la déchéance de son ennemi.
Tout semble aller au mieux à Storybrooke quand un dirigeable apparait dans le ciel. Hyde a en effet appelé les habitants du Pays des Histoires à Raconter, maintenant que Gold lui a offert l’accès à la ville. Le dirigeable s'écrase en forêt avec ses passagers et Hyde les attend. Emma et Regina ne peuvent rien contre Hyde, insensible à la magie, seul Jekyll peut construire une arme à partir des débris du dirigeable. Peu à peu, Emma est assaillie de visions confuses et de tremblements. Hyde est finalement capturé mais il glisse à Emma qu'il sait ce qu'il lui arrive, car il a déjà vu le phénomène chez de précédents Sauveurs. Il l'envoie vers un Oracle, qui lui explique qu'elle a eu un aperçu de son futur, montrant sa mort inéluctable dans un duel à l'épée.
Gold est parti au Temple de Morphée, où il parvient à entrer dans les rêves de Belle grâce au dieu qui s'est manifesté. Découvrant Belle prisonnière d'une vision plus sombre de l'époque où elle était retenue dans son château, il amène peu à peu Belle à prendre conscience qu'elle est dans un rêve. Mais quand elle refuse de refaire totalement confiance en son mari, Morphée est ravi : il n'est pas le dieu mais l’esprit de leur fils à naître, qui a vu le futur et sait que Gold les trahira à nouveau. Belle se réveille et retourne à Storybrooke seule, préférant se séparer de Gold pour leur enfant.

### Épisode 2:Les Vipères d'Agrabah
- États-Unis /  Canada : 2 octobre 2016 sur ABC / CTV
- Belgique : 21 juillet 2017 sur Be Séries[20],[15]
- France : 20 décembre 2017 sur 6ter[17]
- Québec : 2 septembre 2019 sur AddikTV

- États-Unis : 3,72 millions de téléspectateurs[21] (première diffusion)
- France : 486 000 téléspectateurs[22] (première diffusion)

- Craig Horner (le comte de Monte-Cristo)
- Andrea Brooks (Charlotte)
- Andrew Kavadas (le baron Danglars)
- Craig Ericsson (le majordome)
- Thomas Gasior (un Mousquetaire)

Blanche-Neige et Charmant organisent l'installation des arrivants du Monde des Histoires à raconter quand l'un des nouveaux arrivants les interpelle et leur fixe un rendez-vous secret. Regina reconnait l'homme : c'est le Comte de Monte-Cristo, un homme assoiffé de vengeance qu'elle a manipulé alors qu'elle était la Méchante Reine pour tuer le couple. Elle tente de le dissuader de continuer sa mission mais l'homme semble décidé. Emma décide d'emmener ses parents hors de Storybrooke mais la frontière a été magiquement fermée, un sort que seules Regina et Zelena maîtrisent. Regina en vient à soupçonner sa sœur jusqu'à ce que la Méchante Reine révèle son retour. Avec le cœur du Comte en sa possession, la Reine l'a envoyé tuer Blanche-Neige et Charmant, et Regina n'a d'autre choix que de le tuer. La Méchante Reine est satisfaite : Regina a ainsi fait son premier pas vers les Ténèbres et la ruine des Histoires à raconter. Emma envisage alors la possibilité que sous la cape de celui qui va la tuer dans sa vision, se trouve Regina ou la Méchante Reine.
Flashback

### Épisode 3:Le Soulier de verre
- États-Unis /  Canada : 9 octobre 2016 sur ABC / CTV
- Belgique : 28 juillet 2017 sur Be Séries[15]
- France : 27 décembre 2017 sur 6ter[23]
- Québec : 9 septembre 2019 sur AddikTV

- États-Unis : 4,11 millions de téléspectateurs[24] (première diffusion)
- France : 501 000 téléspectateurs[25] (première diffusion)

- Jessy Schram (Ashley / Cendrillon)
- Lisa Banes (Madame de Trémaine)
- Mekenna Melvin (Clorinda de Trémaine)
- Tim Phillips (Sean Herman / le prince Thomas)
- Goldie Hoffman (Tisbe de Trémaine)
- Jarod Joseph (Gus)
- Max Lloyd-Jones (Jacob)

- Ted Whittall devait faire son retour dans le rôle du roi mais sa scène a été coupée au montage.[réf. nécessaire]

### Épisode 4:Le Vrai Méchant
- États-Unis /  Canada : 16 octobre 2016 sur ABC / CTV
- Belgique : 28 juillet 2017 sur Be Séries[15]
- France : 27 décembre 2017 sur 6ter[23]
- Québec : 16 septembre 2019 sur AddikTV

- États-Unis : 3,53 millions de téléspectateurs[26] (première diffusion)
- France : 516 000 téléspectateurs[27] (première diffusion)

- Jonny Coyne (Dr Lydgate)
- Jordyn Ashley Olson (l'Oracle)
- Elizabeth Blackmore (Mary)

### Épisode 5:Jasmine et Aladdin
- États-Unis /  Canada : 23 octobre 2016 sur ABC / CTV
- Belgique : 4 août 2017 sur Be Séries[15]
- France : 3 janvier 2018 sur 6ter[28]
- Québec : 23 septembre 2019 sur AddikTV

- États-Unis : 3,4 millions de téléspectateurs[29] (première diffusion)
- France : 477 000 téléspectateurs[30] (première diffusion)

- Oded Fehr (Jafar)
- Karen David : Shirin / Jasmine
- Deniz Akdeniz: Aladdin
- Cedric de Souza (Sultan)
- Kate Dion-Richard (Boucles d'Or)

### Épisode 6:En eaux troubles
- États-Unis /  Canada : 30 octobre 2016 sur ABC / CTV
- Belgique : 4 août 2017 sur Be Séries[15]
- France : 3 janvier 2018 sur 6ter[28]
- Québec : 30 septembre 2019 sur AddikTV

- États-Unis : 3,06 millions de téléspectateurs[31] (première diffusion)

- Faran Tahir (le capitaine Nemo)
- Nick Eversman (Liam Jones, Jr.)

### Épisode 7:La Pousse magique
- États-Unis /  Canada : 6 novembre 2016 sur ABC / CTV
- Belgique : 11 août 2017 sur Be Séries[15]
- France : 10 janvier 2018 sur 6ter[32]
- Québec : 7 octobre 2019 sur AddikTV

- États-Unis : 3,56 millions de téléspectateurs[33] (première diffusion)
- France : 434 000 téléspectateurs[34] (première diffusion)

- Gabrielle Rose (Ruth)
- Paul Johansson (Gabriel, le Bûcheron)

### Épisode 8:Le Rocher de Sisyphe
- États-Unis /  Canada : 13 novembre 2016 sur ABC / CTV
- Belgique : 11 août 2017 sur Be Séries[15]
- France : 17 janvier 2018 sur 6ter[35]
- Québec : 14 octobre 2019 sur AddikTV

- États-Unis : 3,4 millions de téléspectateurs[36] (première diffusion)
- France : 420 000 téléspectateurs[37] (première diffusion)

- Tzi Ma (le Dragon)

### Épisode 9:La Fée noire
- États-Unis /  Canada : 27 novembre 2016 sur ABC / CTV
- Belgique : 18 août 2017 sur Be Séries[15]
- France : 23 janvier 2018 sur 6ter[38]
- Québec : 21 octobre 2019 sur AddikTV

- États-Unis : 3,27 millions de téléspectateurs[39] (première diffusion)
- France : 315 000 téléspectateurs[40] (première diffusion)

- Jacky Lai / Edwina Shuster (Fée novice)
- Nick Hunnings (Jack)
- Tammy Gillis (Jill)
- Jaime Murray (Fiona / Fée Noire)

### Épisode 10:Trois Vœux
- États-Unis /  Canada : 4 décembre 2016 sur ABC / CTV
- Belgique : 18 août 2017 sur Be Séries[15]
- France : 30 janvier 2018 sur 6ter[41]
- Québec : 28 octobre 2019 sur AddikTV

- États-Unis : 3,27 millions de téléspectateurs[42] (première diffusion)
- France : 288 000 téléspectateurs[43] (première diffusion)

- Geoff Gustafson (Furtif)

Emma a mis la main sur l'épée qui doit la tuer, une arme qui pourrait vaincre la Méchante Reine sans tuer Regina. La Méchante Reine utilise donc les pouvoirs d'Aladdin, devenu le génie, pour réaliser le vœu le plus cher d'Emma, ne jamais être devenue la Sauveuse, et l'envoie ainsi dans une dimension parallèle où Emma a grandi normalement auprès de ses parents dans la Forêt Enchantée, et où Henry est en passe d'être adoubé chevalier. 
Regina étant la même personne que la Méchante reine, elle réalise qu'elle peut aussi faire des voeux et fait celui de rejoindre Emma. Après avoir tenté, sans succès, de ramener Emma à la normale, elle rend visite à Rumplestilskin, qui lui explique que pour qu'Emma soit la Sauveuse, il lui faut un ennemi a combattre, et Regina décide donc de se faire passer pour la Méchante Reine qu'elle était autrefois. Elle enlève ainsi David et Blanche et les tue devant Emma, mais cette dernière ne se rappelle toujours pas sa véritable nature. Ce n'est que lorsqu'Henry s'interpose, prêt à venger ses grands-parents, et que Regina refuse de lui faire du mal, qu'Emma se souvient enfin.
Rumplestilskin apporte un haricot magique aux deux femmes, mais alors qu'elles s'apprêtent à emprunter le passage,  Robin se présente et exige leurs richesses ; Regina est bouleversée de le revoir et s'avance vers lui, laissant le passage se refermer. 

### Épisode 11:L'Autre Robin
- États-Unis /  Canada : 5 mars 2017 sur ABC[44] / CTV
- Belgique : 25 août 2017 sur Be Séries[15]
- France : 6 février 2018 sur 6ter[45]
- Québec : 4 novembre 2019 sur AddikTV

- États-Unis : 3,03 millions de téléspectateurs[46] (première diffusion)
- Canada : 918 000 téléspectateurs[47] (première diffusion + différé 7 jours)
- France : 242 000 téléspectateurs[48] (première diffusion)

- Wil Traval (Keith / le shérif de Nottingham)
- Mckenna Grace (Emma jeune)

### Épisode 12:Le Vrai Meurtrier
- États-Unis /  Canada : 12 mars 2017 sur ABC / CTV
- Belgique : 25 août 2017 sur Be Séries[15]
- France : 13 février 2018 sur 6ter[49]
- Québec : 11 novembre 2019 sur AddikTV

- États-Unis : 3,06 millions de téléspectateurs[50] (première diffusion)
- France : 361 000 téléspectateurs[51] (première diffusion)

- Wil Traval (Keith / le shérif de Nottingham)
- Alan Dale (le roi George)
- David Cubitt (Robert, le père de David)

### Épisode 13:La Guerre des ogres
- États-Unis /  Canada : 19 mars 2017 sur ABC / CTV
- Belgique : 1er septembre 2017 sur Be Séries[15]
- France : 13 février 2018 sur 6ter[49]
- Québec : 18 novembre 2019 sur AddikTV

- États-Unis : 2,71 millions de téléspectateurs[52] (première diffusion)

Torstein Bjørklund (no) (Beowulf)
Lorsque Gideon reprend sa mission pour tuer Emma et devenir le Sauveur, M. Gold intervient pour s'assurer que l'usage de la magie noire n'empoisonne pas son fils. Pendant ce temps, Robin se montre ouvert à tout allié lui offrant la possibilité de fuir Regina et Storybrooke. Crochet trouve le courage de se confesser à Emma, mais pas avant qu'elle ait découvert qu'il gardait un autre secret.

### Épisode 14:La Flèche de Cupidon
- États-Unis /  Canada : 26 mars 2017 sur ABC / CTV
- Belgique : 1er septembre 2017 sur Be Séries[15]
- France : 20 février 2018 sur 6ter[53]
- Québec : 25 novembre 2019 sur AddikTV

- États-Unis : 2,85 millions de téléspectateurs[54] (première diffusion)
- France : 333 000 téléspectateurs[55] (première diffusion)

- Sean Maguire (Robin de Locksley)
- Rose McIver (Fée Clochette)
- Tony Perez (Henry Sr)
- Faran Tahir (Capitaine Nemo)
- Edward Foy (un chevalier noir)
- Hesham Hammoud (un homme d'équipage)

À Storybrooke, la Méchante Reine et Regina décident de se faire face dans une confrontation finale. La Reine forme alors une alliance avec Robin afin de retrouver les Ciseaux des Moires lui permettant de se séparer définitivement de Regina et ainsi pouvoir la tuer. Mais alors que Regina prend le dessus sur son double, elle se remémore toute la haine qu'elle ressentait par le passé pour elle-même, et décide de fusionner leurs deux cœurs, donnant ainsi un peu de son amour à la Méchante Reine tout en lui retirant un peu de sa haine et donc sa cruelle envie de vengeance. La Méchante Reine est alors pardonnée par Blanche-Neige et finit par trouver sa fin heureuse aux côtés de Robin, grâce à Henry.
Alors que Crochet tente d'effacer de sa mémoire son crime passé perpétré sur le père de David, Emma le surprend et rompt ses fiançailles avec lui, estimant qu'il ne lui fait pas encore assez confiance. Crochet décide alors d'embarquer à bord du Nautilus avec le capitaine Nemo, mais change d'avis en apprenant de la part de Blanche-Neige le pardon accordé à la Méchante Reine. Cependant, au moment de quitter le sous-marin, celui-ci est verrouillé puis activé par Gideon, forçant ainsi Crochet et tout l'équipage à quitter Storybrooke.
Flashback

### Épisode 15:L'Exil du cœur
- États-Unis /  Canada : 2 avril 2017 sur ABC / CTV Two
- Canada : 8 avril 2017 à 12 h sur CTV Montréal / Winnipeg / Saskatchewan / Nord de l'Ontario
- Belgique : 8 septembre 2017 sur Be Séries[15]
- France : 20 février 2018 sur 6ter[53]
- Québec : 2 décembre 2019 sur AddikTV

- États-Unis : 2,8 millions de téléspectateurs[56] (première diffusion)

- Nick Eversman (Liam)
- Oded Fehr (Jafar)
- Gil McKinney (le prince Éric)
- JoAnna García Swisher (Ariel)
- Faran Tahir (le capitaine Nemo)
- Thomas Cardrot (le barman)
- Cedric De Souza (le sultan d'Agrabah)
- Shaun Omaid (un marchand de rue)
- Zahf Paroo (le prince Achmed)
- Jesse Stretch (le chef viking)

À Storybrooke, en désespoir de cause, Regina suggère à Emma une « soirée entre filles », avec elle et Blanche. Toujours peu encline à s'ouvrir à ces amies, Emma finit pourtant par se confier au barman, non sans verser une larme. 
Pendant ce temps, le Nautilus est envoyé dans la Forêt enchantée, où se trouvent également Aladdin, toujours génie, et Jasmine, fatigués et toujours à la recherche d'Agrabah. Crochet les sauve d'un kraken et les amène à bord. Lui et Jasmine échangent alors leurs sentiments sur leurs deux situations, la jeune princesse finissant par avouer notamment qu'elle a abandonné son peuple et qu'elle a peur de devoir faire face à Jafar, qu'elle révèle responsable de la disparition de sa cité. Tous deux décident de s'entraider. Le kraken endommage alors gravement le sous-marin, et Jasmine décide d'utiliser son deuxième vœu pour sauver l'équipage et emmener tout le groupe sur une île inconnue où ils sont supposés trouver des réponses mais aussi Jafar.
L'île se trouve être l'île du Pendu. Killian, Jasmine et Aladdin y découvrent une cabane appartenant à Ariel et au Prince Éric. Il se trouve également qu'Ariel a en sa possession la lampe magique contenant Jafar, devenu un génie lui aussi. Prête à lui faire face, Jasmine libère l'ancien sorcier qui parvient à se libérer de son sort de génie. Jafar fait comprendre à la princesse qu'Agrabah se trouvait depuis le début prisonnier d'une bague qu'elle portait sur elle, le premier vœu ayant en fin de compte bel et bien fonctionné. Jasmine réussit ensuite à vaincre Jafar. C'est finalement grâce au baiser d'amour véritable qu'elle échange avec Aladdin qu'Agrabah est restauré entièrement, transportant Crochet et Ariel avec eux et libérant Aladdin de sa condition de génie en même temps.
Ariel fournit plus tard à Killian le moyen d'envoyer un message à Emma. Celle-ci parvient à le recevoir et comprend alors que Crochet n'a jamais eu l'intention de l'abandonner. Mais leur échange est interrompu par Gideon qui, en possession de la larme versée par la Sauveuse, la menace et lui dévoile finalement son véritable plan : que Emma l'aide à tuer la Fée Noire.
Flashback
- Aladdin
- La Petite Sirène

### Épisode 16:Les Remords du lâche
- États-Unis /  Canada : 9 avril 2017 sur ABC / CTV
- Belgique : 8 septembre 2017 sur Be Séries[15]
- France : 27 février 2018 sur 6ter[57]
- Québec : 9 décembre 2019 sur AddikTV

- États-Unis : 2,6 millions de téléspectateurs[58] (première diffusion)
- France : 353 000 téléspectateurs[59] (première diffusion)

- Patrick Fischler (Isaac Heller)
- Charles Mesure (Barbe Noire)
- Grayson Gabriel (Roderick, adulte)
- Anton Starkman (Gideon, à 10 ans)
- Peter Marcin (Chef)
- Mason McKenzie (Roderick, enfant)
- Ingrid Torrance (l'infirmière Ratched)
- Mathew Bittroff (un des enfants perdus)
- Rohan Campbell (un mineur)
- Eleanor Jane (une infirmière)
- Nickolas Gregory (un enfant)

À Storybrooke, Emma accepte à contrecœur d'aider Gideon à vaincre la Fée Noire en échange du retour de Crochet. M. Gold révèle alors à la Sauveuse et Blanche-Neige que la Fée Noire est sa mère, et qu'elle est notamment la créatrice du Sort Noir utilisé par Regina lors de la première malédiction, amenant tous les habitants de la Forêt enchantée à Storybrooke. Faisant ainsi équipe, Emma et Gideon se rendent au Manoir du Sorcier où un portail permettrait à Killian de revenir, mais c’est une araignée géante qui en sort. Pensant Gideon de son côté après lui avoir fait des excuses, Emma est finalement doublée par celui-ci toujours désireux de la voir mourir. Gideon reprend alors l’épée Hrunting à Emma et l’abandonne entre les griffes de l’araignée qu’il contrôle. Alors qu’Emma, prise dans la toile de la bête, perd conscience, Gideon utilise la magie de la Sauveuse à travers l’épée pour ouvrir un portail et permettre à la Fée Noire de s’échapper de son royaume vers Storybrooke. Mais Emma est sauvée de justesse par Rumplestiltskin et le portail se referme. La Sauveuse est alors persuadée que Gideon est bel et bien du côté du mal, et M. Gold la menace alors de tout faire pour l’arrêter si elle s’en prenait à son fils.
Dans la Forêt enchantée, Crochet perd le Jolly Roger pour un haricot magique dans un jeu de cartes face à Barbe Noire. Le navire se trouvant à Storybrooke, Barbe Noire n’a pas d’autre choix que d’utiliser le haricot pour ramener Killian auprès d’Emma, et décide donc de partir avec lui. Mais le portail fonctionne mal à cause de Gideon, et le duo de pirates se retrouvent au Pays Imaginaire, poursuivi par quelques enfants perdus restants.
Pendant ce temps à Storybrooke, Henry connaît un bouleversement majeur dans ses pouvoirs d’Auteur. Face à cette situation inquiétante, Regina, tentant toujours d’annuler la malédiction des Charmant sans succès, décide de consulter la seule personne susceptible de les aider : Isaac, le précédent Auteur. En échange d’un moyen de quitter Storybrooke et de retrouver sa liberté, Isaac finit par leur avouer que ces bouleversements chez Henry risquent de devenir beaucoup plus fréquents, et que pour le comprendre ils doivent regarder le livre de contes. Henry constate en effet en ouvrant ce dernier que les dernières pages sont blanches, annonçant le chapitre final de l’histoire, dans lequel la bataille finale de la Sauveuse aura lieu.
En parallèle, Gideon constate finalement que le portail ouvert précédemment a finalement fonctionné : la Fée Noire a pu s’y introduire et se trouve désormais à Storybrooke.
Flashback
- Bien que crédités, Josh Dallas et Rebecca Mader n'apparaissent pas dans cet épisode.

### Épisode 17:L'Effet d'une fleur
- États-Unis /  Canada : 16 avril 2017 sur ABC / CTV
- Belgique : 15 septembre 2017 sur Be Séries[15]
- France : 27 février 2018 sur 6ter[57]
- Québec : 16 décembre 2019 sur AddikTV

- États-Unis : 2,51 millions de téléspectateurs[60] (première diffusion)

- Sara Tomko (Lily la Tigresse)
- Mckenna Grace (Emma, jeune)
- Ayden Turpel-Stewart (un des enfants perdus)
- Mathew Bittroff (un des enfants perdus)

À Storybrooke, Regina travaille d’arrache-pied pour réveiller Blanche et Charmant de leur Malédiction du Sommeil, avec l’aide de Zelena. Leur première tentative pour les libérer échoue, et les parents d’Emma pourraient s’endormir définitivement tous les deux. Pendant ce temps, la Fée Noire se présente à Gold, Belle, puis à Emma et Blanche-Neige, alors à la recherche d’une fleur spéciale, n’apparaissant uniquement que face à l’arrivée d’une grande menace, contenant assez de magie blanche pour libérer le couple Charmant de leur sort. Emma comprend alors que son combat final se fera contre la fée diabolique, qui ordonne à Gideon de faire disparaître le champ de fleurs.
En parallèle, Crochet, encore coincé au Pays Imaginaire, rencontre Lily la Tigresse, qui lui avoue connaître la Fée Noire, mais aussi le destin qui attend la Sauveuse. Apprenant le lien de Killian avec Emma, elle lui donne alors un morceau d’une ancienne baguette de fées pour aider Emma à vaincre la Fée Noire. Au moment où Crochet envoie son ombre apporter la baguette à Storybrooke, le pirate et Lily la Tigresse sont capturés par les Enfants perdus.
Trouvant finalement une fleur magique dans la forêt, laissée par Gideon, Blanche-Neige décide au dernier moment de la donner à Emma pour qu’elle retrouve Crochet, après la réception du morceau de baguette donnée par son ombre. Emma ouvre alors un portail vers le Pays Imaginaire et sauve Killian, tandis que Lily la Tigresse s’enfuit. Crochet redemande Emma en mariage.
Alors que Blanche-Neige et Charmant semblent condamnés au sommeil éternel, Regina trouve finalement un autre moyen de les libérer. Elle convoque de nombreux résidents de Storybrooke fidèles au couple Charmant, et leur fait boire à chacun une gorgée du sortilège afin de minimiser ses effets. Cela fonctionne, permettant à Blanche et Charmant de se retrouver, et d’aider Emma dans son combat.
Plus tard, Rumplestiltskin confronte la Fée Noire, en sachant qu’elle détient toujours le cœur de son fils Gideon. Il lui affirme également que s’ils devaient se battre, Storybrooke sera détruite.
Flashback

### Épisode 18:Plus jamais seule
- États-Unis /  Canada : 23 avril 2017 sur ABC / CTV
- Belgique : 15 septembre 2017 sur Be Séries[15]
- France : 6 mars 2018 sur 6ter[61]

- États-Unis : 2,69 millions de téléspectateurs[62] (première diffusion)
- France : 342 000 téléspectateurs[63] (première diffusion)

- Isabella Blake-Thomas (Zelena, jeune)
- Alex Désert (Stanum, Le Bûcheron en Fer Blanc)
- Jorden Birch (un garde de la Cité d'Émeraude)
- Austin Obiajunwa (Stanum, jeune)
- Dylan Sloane (Brute)

À Storybrooke, la Fée Noire fait croire à Zelena qu’elle cherche des alliés avant la bataille finale qui l’opposera à la Sauveuse. Elle tente ainsi Zelena en lui proposant de la rejoindre, non sans menacer son bébé, dans le seul but que Zelena cherche à se venger d’elle. Cette vendetta amène Regina et Zelena à s’opposer à nouveau sur la manière d’agir. Dans ce chaos, un combat s’engage entre Regina, Zelena et la Fée Noire, aidée par Gideon, dans les mines de la ville. Si Zelena semble prendre le dessus sur la fée diabolique, celle-ci la piège en réalité dans le but d’utiliser sa magie noire instable pour l’aider à préparer la bataille finale. La magie détournée de Zelena remplit alors tous les cristaux magiques de la mine de sa magie noire. Cet incident provoque plus tard une rupture entre les deux sœurs, Regina incitant Zelena à repartir à Oz pour eviter qu'elle ne cause plus de dégâts.
Pendant ce temps, alors qu’Henry découvre que ses pouvoirs d’Auteur ne peuvent en aucun cas changer le résultat du combat final de sa mère, Blanche-Neige et David ont des vues différentes sur la façon d’organiser le mariage d’Emma et Crochet, Charmant craignant notamment la menace de la Fée Noire, à l’image de celle de la Méchante Reine lors de leur propre mariage.
Réalisant qu’il ne lui reste plus rien à Oz, Zelena décide d’aider les héros à se battre contre la Fée Noire, en utilisant le cœur magique destinée à l’origine à sauver son ancien ami en fer blanc. En sacrifiant sa magie, Zelena réussit à restaurer les cristaux dans les mines. Aidées ainsi d’un cristal de magie blanche, Emma, Regina et Zelena l’utilisent pour sortir du coma la Fée Bleue, qui pourrait leur en apprendre davantage sur leur nouvelle ennemie.
Finalement privée des cristaux, la Fée Noire finit par raconter à Gideon que la Fée Bleue connaît son secret le plus sombre : la vraie raison pour laquelle elle avait abandonné son fils Rumplestiltskin il y a très longtemps.
Flashback

### Épisode 19:Le Livre des prophéties
- États-Unis /  Canada : 30 avril 2017 sur ABC / CTV
- Belgique : 22 septembre 2017 sur Be Séries[15]
- France : 6 mars 2018 sur 6ter[61]

- États-Unis : 3,05 millions de téléspectateurs[64] (première diffusion)
- France : 352 000 téléspectateurs[65] (première diffusion)

- Stephen Lord (en) (Malcolm)
- Yasmin Abidi (la sage-femme)
- Kristina Lao (la mère paysanne)

À Storybrooke, tout le monde est à la recherche du morceau de baguette manquant à celui donné par Lily la Tigresse à Crochet, cette même baguette qui avait permis à la Fée Bleue de bannir son ancienne consœur. Quant à Gold, il emmène Emma et Gideon, qu’il a réussi à piéger, dans le Monde des Rêves à la recherche du cœur de ce dernier. Le groupe y découvre notamment les évènements du flashback qui ont amené la Fée Noire à abandonner Rumplestiltskin.
Pendant ce temps, Regina aide Zelena à s’adapter à la vie sans ses pouvoirs, en lui offrant notamment une voiture qui permettrait à sa sœur et Henry de quitter Storybrooke si les choses tournaient mal. Le morceau de baguette est finalement trouvé chez Granny, amenant à une confrontation tendue entre la Fée Noire et Regina, qui l’emporte grâce à Zelena.
Plus tard, Gold confronte sa mère sur ce qu’il a découvert mais elle lui révèle la vraie raison à cause de laquelle elle a dû l’abandonner, contre son gré. Le Ténébreux récupère ensuite le cœur de Gideon et fait croire à tout le groupe que la Fée Noire a été bannie, ouvrant une voie sûre pour le mariage d’Emma et Killian. Seulement, Rumplestiltskin et la Fée Noire semblent en réalité avoir passé un accord qui voit la bataille finale arriver à grands pas. La Fée Noire prédit alors la mort imminente de la Sauveuse.
Flashback

### Épisode 20:Mélodie d'amour
- États-Unis /  Canada : 7 mai 2017 sur ABC / CTV
- Belgique : 22 septembre 2017 sur Be Séries[15]
- France : 13 mars 2018 sur 6ter[66]

- États-Unis : 2,87 millions de téléspectateurs[67] (première diffusion)
- France : 302 000 téléspectateurs[68] (première diffusion)

- Chris Gauthier (William Mouche)
- Jack Davies (Pinocchio, jeune)
- Mckenna Grace (Emma, jeune)
- Ari Guzhel (la fille âgée)

Dans le passé d'Emma en 1991, sa chance de faire appel à son talent par le chant est brisée lorsqu'il lui est dit qu'elle restera toujours seule.
Cette idée revient finalement hanter Emma dans le présent, à Storybrooke, alors que la Fée Noire fait son retour et utilise cette faiblesse sur la Sauveuse pour lui réclamer son cœur avant la bataille finale qui doit les voir s’affronter. Fiona prévoit ainsi de lancer une nouvelle malédiction sur Storybrooke le soir même du mariage d’Emma et Killian si la Sauveuse refuse de lui donner son cœur. La Fée Noire, avec l'aide improbable de son fils Rumplestiltskin, gèle toute la famille d’Emma (Zelena y compris) pour appuyer sa menace.
Mais lorsque Henry découvre la page dans le livre de contes qui révèle que le cœur d’Emma la rend plus forte depuis le commencement, non seulement cela encourage Emma, mais cela empêche Fiona d’écraser son cœur. La famille d’Emma libérée, la Fée Noire affirme que rien n’est encore terminé et que la bataille finale aura bientôt lieu. 
Le soir venu, Emma et Crochet se marient finalement, juste à temps avant que la poussière de fée noire gardée par Fiona dans la Tour de l’horloge de la ville ne libère une nouvelle malédiction sur les habitants, qui mettra en place la bataille finale de la Sauveuse.
Flashback
- Il s'agit du premier épisode musical de la série[69].

### Épisode 21:La Bataille finale, première partie
- États-Unis /  Canada : 14 mai 2017 sur ABC / CTV
- Belgique : 29 septembre 2017 sur Be Séries[15]
- France : 20 mars 2018 sur 6ter[70]

- États-Unis : 2,95 millions de téléspectateurs[71] (première diffusion)
- France : 349 000 téléspectateurs[72] (première diffusion)

- Alison Fernandez (la petite fille)
- Andrew J. West (le jeune homme)
- Peter Marcin (le chef)
- Ingrid Torrance (l'infirmière Ratched)

Dans le présent, Fiona a finalement réussi à déclencher sa malédiction sur les héros, qui envoie Storybrooke deux ans dans le futur. Si Henry est le seul à se souvenir des événements récents, ce n’est pas le cas des autres habitants et surtout de sa mère, Emma, enfermée dans un hôpital psychiatrique. Le reste de leur famille, Blanche-Neige, David, Crochet, Regina et Zelena, sont quant à eux de retour dans la Forêt enchantée au bord de la destruction. Ils doivent en effet sauver tous les mondes magiques existants. Le groupe y retrouve notamment Aladdin et Jasmine obligés de fuir Agrabah, mais aussi la Méchante Reine.
Blanche-Neige y voit ainsi la véritable bataille finale de sa fille, celle de son âme. Emma, manipulée par Fiona devenue maire de Storybrooke pour détruire le Livre de contes d’Henry, ne croit plus en ces histoires et son destin de Sauveuse, ce qui amène tous les royaumes à se détruire. Henry, essayant par tous les moyens de faire recouvrer la mémoire à Emma, se heurte à la Fée Noire bien décidée à l’arrêter. Cette dernière manipule également Gold et Gideon en les trompant au sujet de la mystérieuse disparition de Belle.
Henry, blessé par Fiona, est amené à l’hôpital. La Fée Noire use de la situation à son avantage en demandant à Emma de détruire le livre, source de trop nombreux dangers pour Henry. Non sans montrer une certaine réticence, Emma s’exécute. Et alors que tout le monde s'efforçait de sauver leurs mondes avec David et Crochet qui risquaient leur vie pour récupérer un haricot magique, la destruction de la Forêt enchantée est enclenchée. 
Flashback
- Cet épisode constitue la première partie du double épisode final de la saison, diffusé à 20 h aux États-Unis et au Canada.[réf. nécessaire]
- Bien que créditée, Emilie de Ravin n'apparaît pas dans cet épisode.

### Épisode 22:La Bataille finale, deuxième partie
- États-Unis /  Canada : 14 mai 2017 sur ABC / CTV
- Belgique : 29 septembre 2017 sur Be Séries[15]
- France : 20 mars 2018 sur 6ter[66]

- États-Unis : 2,95 millions de téléspectateurs[71] (première diffusion)

- Alison Fernandez (Lucy)
- Sean Maguire (Robin de Locksley) (voix uniquement)
- Olivia Steele Falconer (Violet)
- Sara Tomko (Lily la Tigresse)
- Andrew J. West (Henry Mills, adulte)

À Storybrooke, toujours maudite, Emma décide de quitter la ville et reprendre sa vie à Boston, malgré les mises en garde de Henry. Dans un geste ultime, celui-ci lui glisse alors un petit livre où il raconte toute la véritable histoire de sa mère et comment elle est devenue la Sauveuse. Il parvient plus tard à démasquer Gold qui a également conservé tous ses souvenirs et qui recherche Belle. Même s'il est trompé une nouvelle fois par la Fée noire, le Ténébreux refuse pourtant d’aider Henry à la vaincre. Le jeune « Auteur » décide alors de se charger seul de la Fée noire, mais c'est sans compter sur Emma, finalement de retour et prête à croire son fils.
Dans la Forêt enchantée, Blanche-Neige et Jasmine retrouvent Crochet qui a pu récupérer un haricot magique pour revenir à Storybrooke mais David a disparu, Blanche le retrouve inconscient et le réveille avec un baiser d’amour véritable. Le groupe se retrouve et fait face à la fin de leur univers, mais le sacrifice de la Méchante Reine et le retour d’Emma stoppent la destruction.
Alors que Gold retrouve Belle, amnésique et paniquée à Storybrooke, Fiona montre son vrai visage à Gideon. Elle retrouve alors sa baguette, la plus puissante de toutes et lui explique qu'elle a toujours en sa possession son cœur. La Fée noire retrouve plus tard son fils, Rumplestiltskin, ils s'expliquent et elle lui avoue avoir ordonné à Gideon d'aller tuer Emma. Rumplestiltskin finit par la tuer avec sa propre baguette, à la suite de sa énième trahison envers son fils. La prophétie selon laquelle Fiona fera face à son fils est donc survenue et Rumplestiltskin finit par choisir la lumière plutôt que les ténèbres.
Le meurtre de la Fée Noire met fin à sa malédiction. Emma retrouve ses souvenirs, juste à temps avant d'affronter Gideon toujours contrôlé. Blanche-Neige, David, Crochet, Regina et Zelena sont également de retour et assistent à leur combat. Pendant que Gold est à la recherche du cœur de Gideon. Emma finit par renoncer à tuer Gideon, lâche son épée et ce dernier la transperce alors. Henry, dans un geste d'adieu, lui donne un baiser du véritable amour d'un fils à sa mère. Emma reprend vie et Gideon redevient un nourrisson, que Gold et Belle finissent par retrouver, leur donnant une chance de reformer une famille.
Tous les univers sont alors entièrement restaurés et un nouveau commencement heureux débute pour Emma et sa famille à Storybrooke. Mais leur histoire est loin d'être achevée et un nouveau chapitre commence.
Flashback
- Cet épisode constitue la deuxième partie du double épisode final de la saison, diffusé le même jour à 21 h aux États-Unis et au Canada.[réf. nécessaire]